# Río Unhòla
Le Río Unhòla est une rivière du Val d'Aran en Espagne ; elle prend naissance dans les Pyrénées espagnoles. C'est un affluent de la Garonne.

## Géographie
De 16 km de longueur, le Río Unhòla est une rivière qui prend sa source dans les Pyrénées Pica Palomèra et se jette dans la Garonne en rive droite à Salardú.

## Principal affluent
- Le Rio de Moredo : 1,1 km
- Le Barranco de Santa Magdalena : 1,8 km